# Sannois
Sannois je město v severozápadní části metropolitní oblasti Paříže ve Francii, v arrondissementu Argenteuil v departmentu Val-d'Oise a regionu Île-de-France.

## Geografie
Sannois se nachází 15 kilometrů severozápadně od Paříže. Město sousedí s městy Argenteuil, Cormeilles-en-Parisis, Franconville, Ermont a Saint-Gratien.

## Historie
První známky osídlení na současném území Sannois pocházejí ze středního paleolitu, jedná se např. o opracované pazourky. V 11.–12. století je obec prvně zmiňována v církevních záznamech, byla založena kolem kostela na úpatí kopce Mont Trouillet. V 16. a 17. století pak město zažilo skutečný rozmach, a to zejména díky své geografické poloze mezi městy Pontoise a Paříž a díky zřízení pošty. Ve městě Sannois byla v roce 1626 založena Kongregace Milosrdných sester svatého Vincence de Paul. V průběhu 18. a 19. století se hospodaření města orientovalo především na zemědělství, a to je zejména na produkci vína. V 19. století pak převládl průmysl (v roce 1900 zbývalo ve městě pouze 45 hektarů vinné révy, v poslední době ale radnice znovu výsadbu révy podporuje a v roce 2006 proběhla ve městě první novodobá sklizeň vína).

## Památky
Nejvýznamnější památkou města je větrný mlýn (Moulin de Sannois) z roku 1759 na kopci Mont Trouillet.
Mezi další pamětihodnosti patří:
- Musée Utrillo-Valadon – galerie představující díla Maurice Utrilla, jeho matky Suzanne Valadon a dalších malířů
- Musée de la Boxe – věnováno historii boxu od starověku do současnosti
- kostel Saint-Pierre-Saint-Paul – neorománská (1900–34) náhrada původního kostela z 15. století, je zde pohřben Cyrano z Bergeracu
- Dům Alexandra Ribota – muzeum politika, který v tomto domě žil
- Château de Cernay – navzdory názvu se jedná pouze o buržoazní vilu z 19. století

## Zajímavosti
- Archivář a paleograf André Vaquier ve svých odborných pracích uvádí, že město Sannois po jistou dobu po válce razilo vlastní mince, čímž reagovalo na nedostatek peněz ve Francii.
- Ve městě byl vytvořen recept na speciální dort (tzv. le pavé de Sannois) s ořechy a mandlovou pastou.
- Malíř Paul Signac zobrazil Sannois na několika svých obrazech (např. Zdymadlo v Sannois).

## Galerie

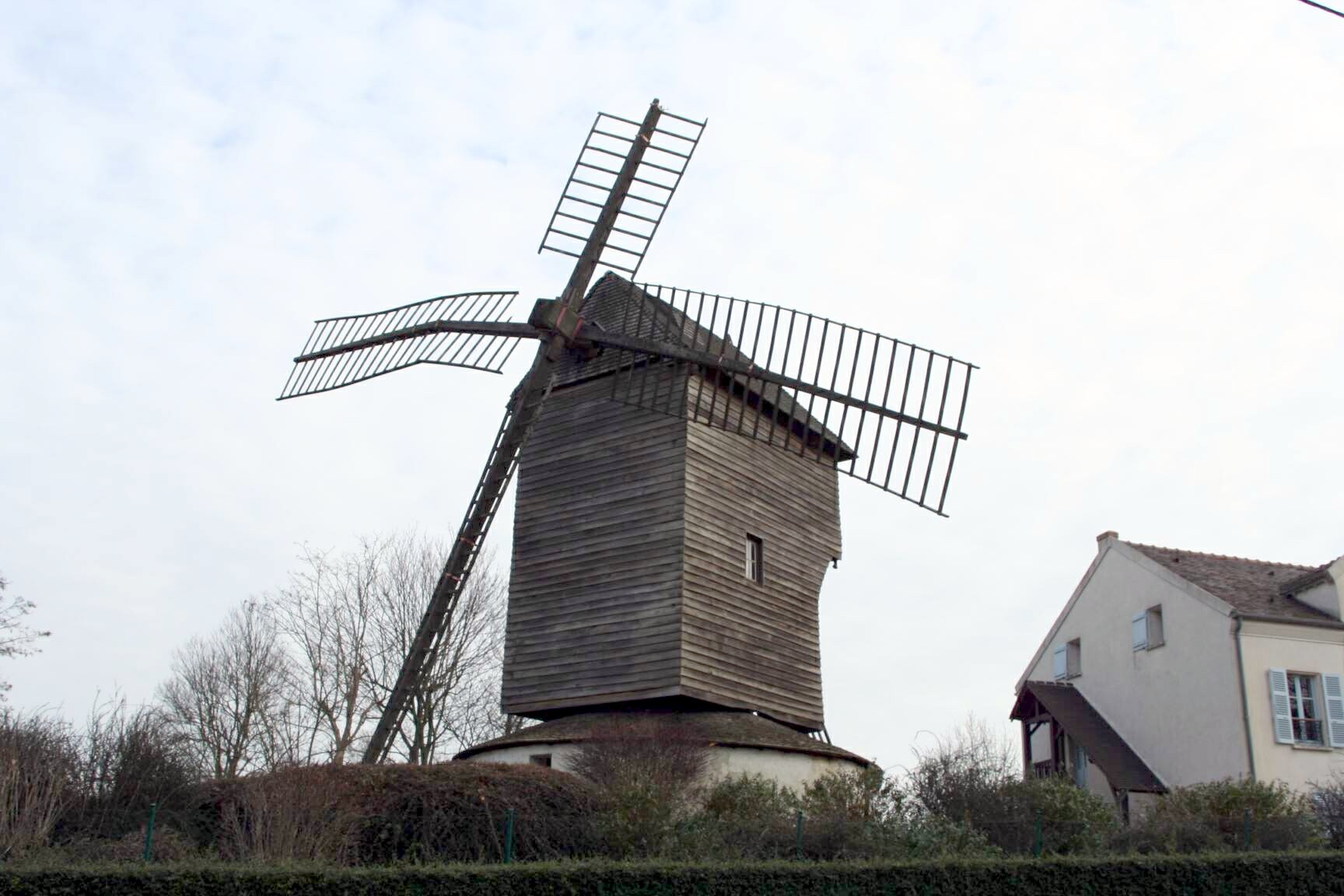
Větrný mlýn v Sannois
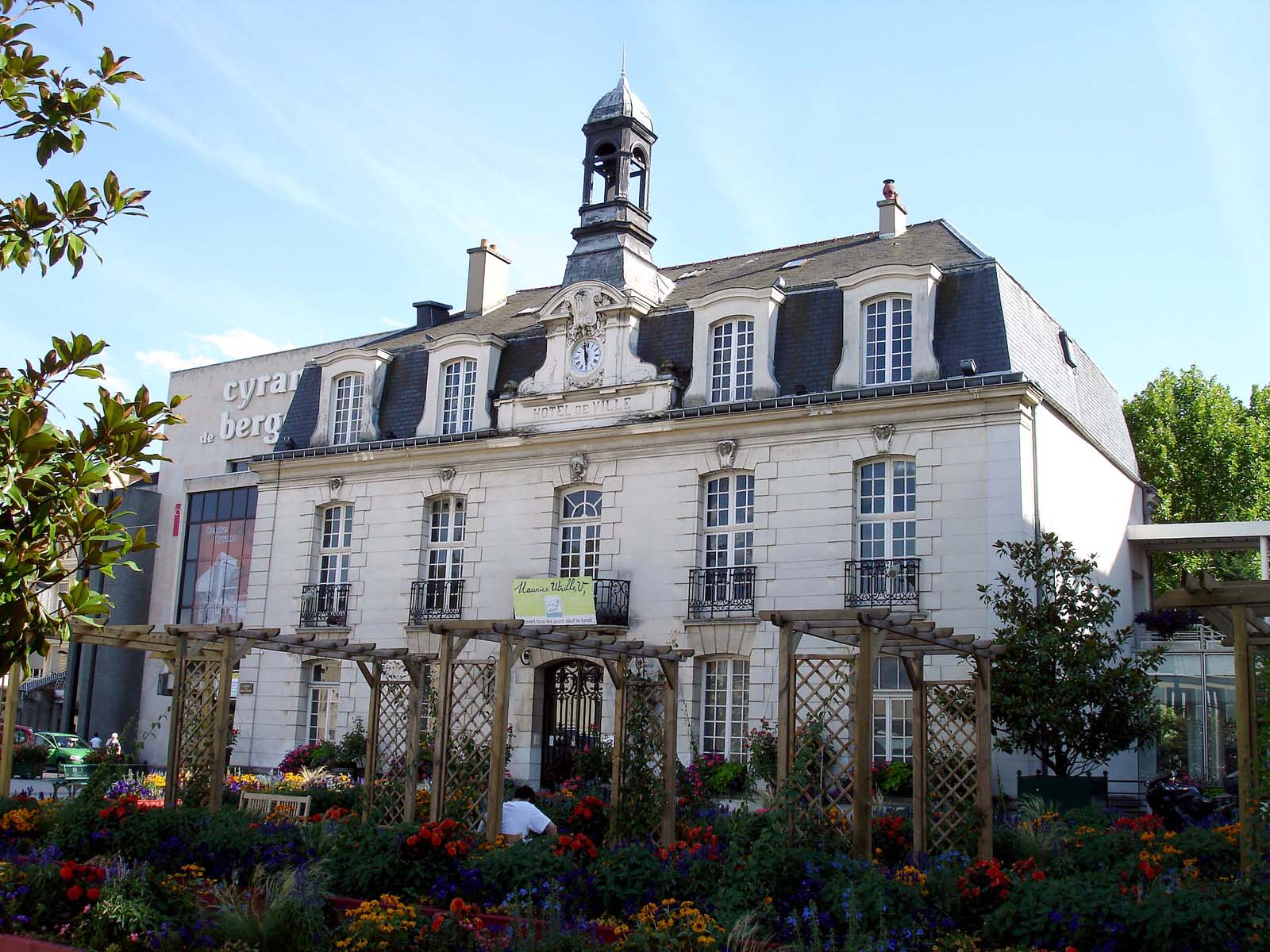
Musée Utrillo-Valadon
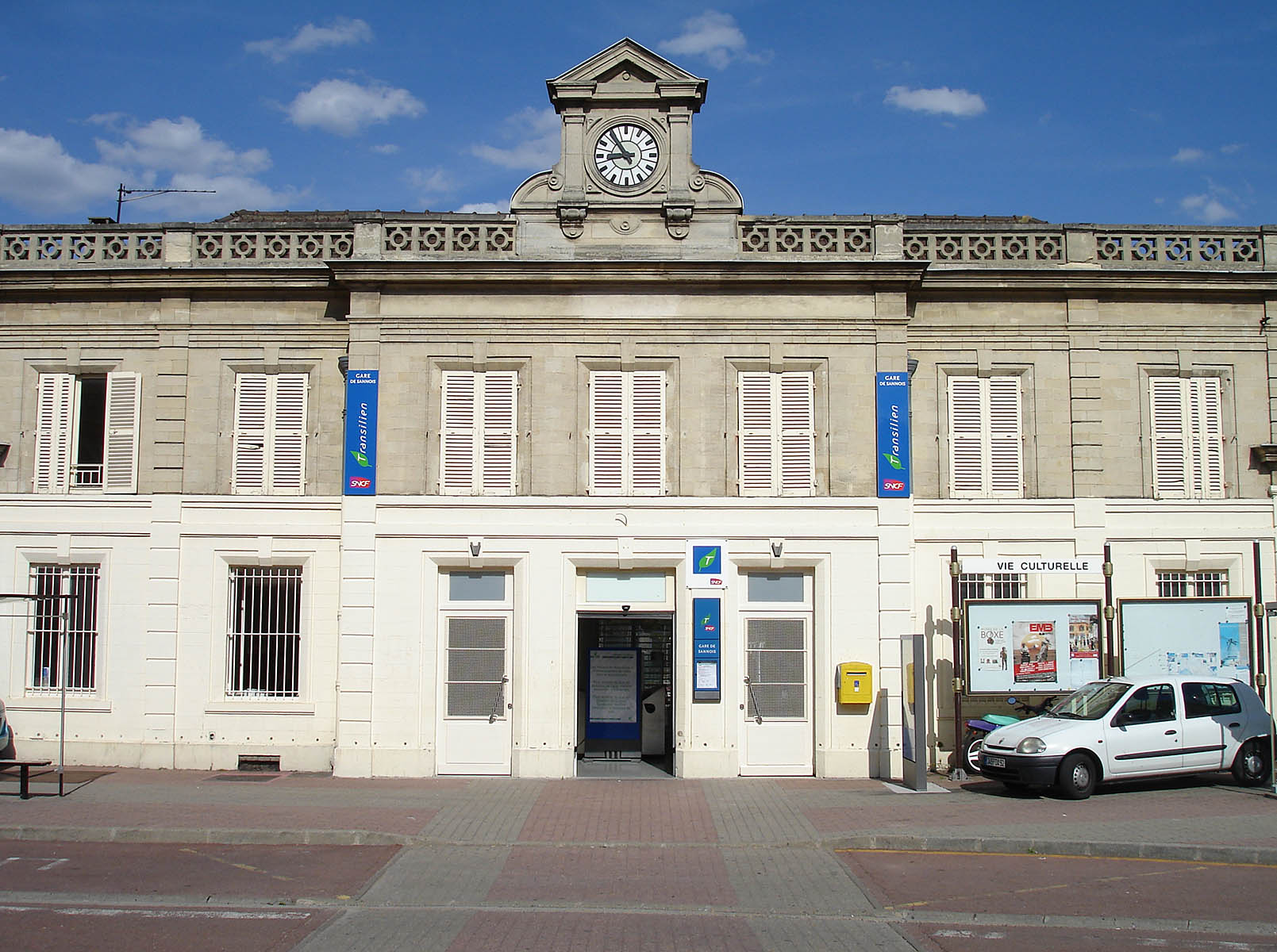
Nádraží v Sannois
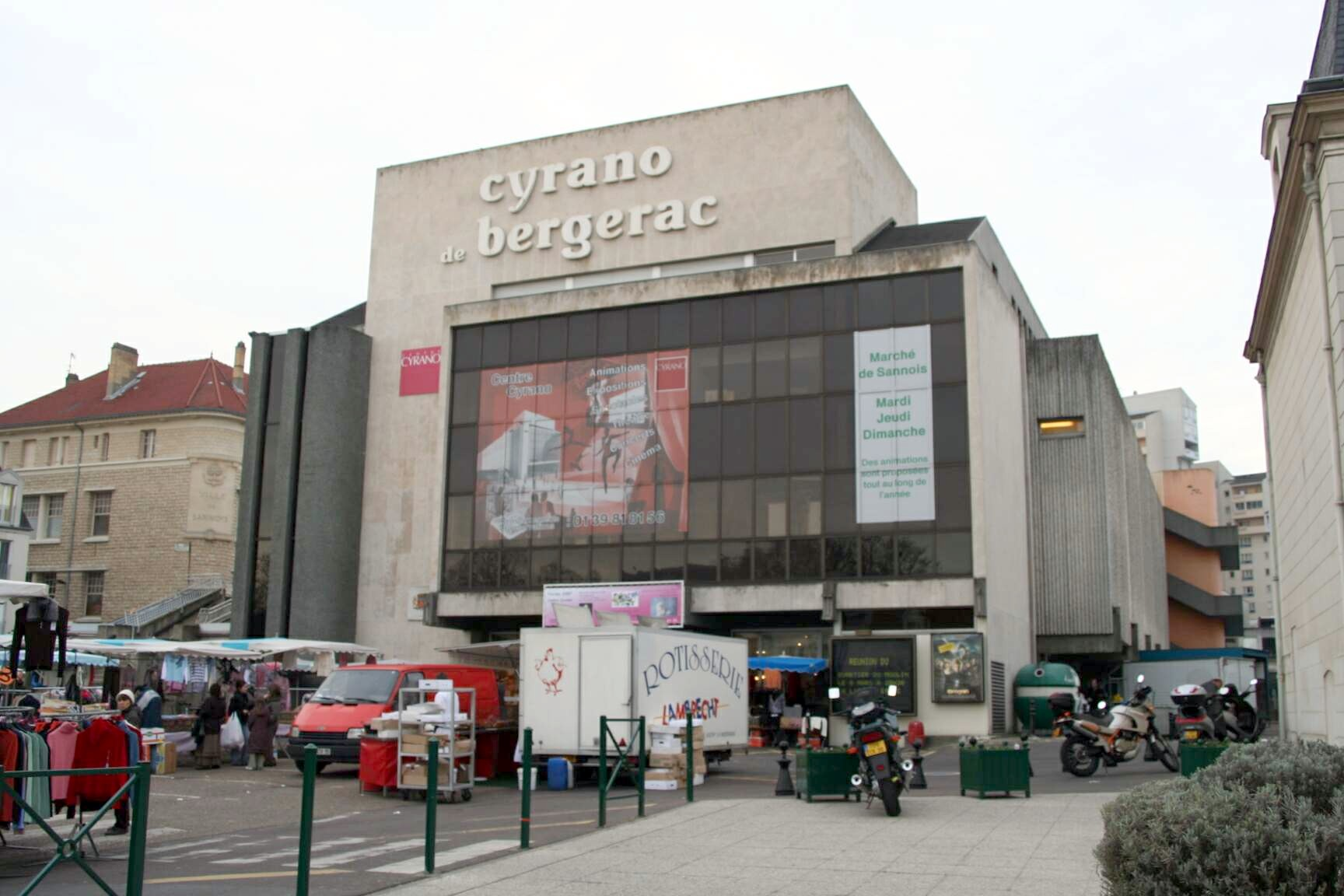
Nákupní centrum Centre Cyrano de Bergerac
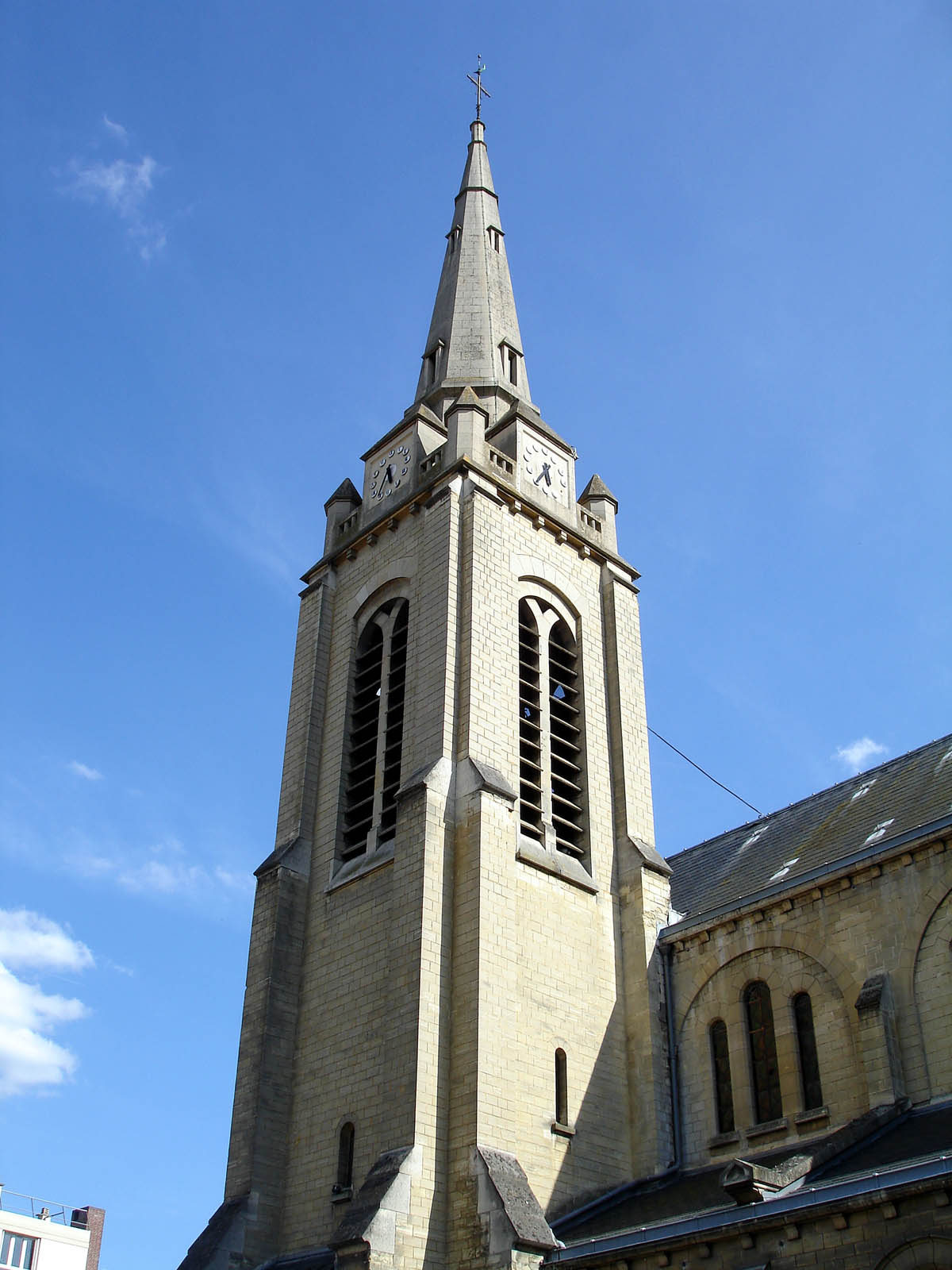
Kostel Saint-Pierre-Saint-Paul
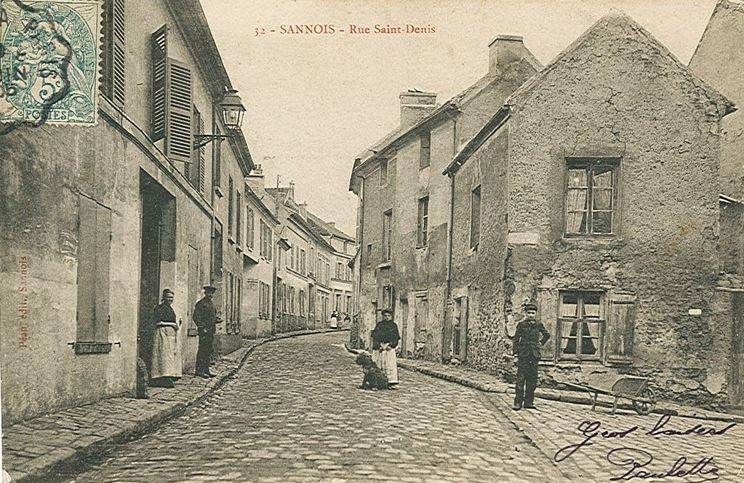
Historická fotografie ulice Saint Denis